# Luigi Vitale
Luigi Vitale (ur. 5 października 1987 w Castellammare di Stabia) – włoski piłkarz występujący na pozycji obrońca lub pomocnika. Od 2016 roku gra w drużynie Salernitana.

## Kariera piłkarska
Luigi Vitale jest wychowankiem klubu Avellino. W 2004 roku trafił do SSC Napoli, gdzie rok później zadebiutował w pierwszej drużynie. Napoli grało wówczas w Serie C1. Po sezonie zawodnik wywalczył ze swoją drużyną awans do Serie B, gdzie w sezonie 2006/2007 rozegrał jeden mecz. Po zakończeniu rozgrywek został wypożyczony do grającego w Serie C1 Virtus Lanciano. Potem powrócił do Napoli, które występowało już w Serie A. Na tym poziomie Vitale rozegrał 18 meczów w sezonie 2008/2009, jako piłkarz Napoli. Strzelił jedną bramkę.
21 sierpnia 2009 trafił na zasadzie wypożyczenia do Livorno, z którym w sezonie 2009/2010, rozegrał 22 mecze w Serie A. Potem powrócił do Napoli. W 2011 roku został wypożyczony do Bologny.